# Linia kolejowa 40 Budapest – Dombóvár – Pécs
Linia kolejowa Budapest – Pusztaszabolcs - Dombóvár – Pécs – linia kolejowa na Węgrzech. Jest to linia w większości jednotorowa, zelektryfikowana. Linia przebiega przez Kraj Zadunajski.

## Historia
Linia została oddana do użytku 1883 r.